# 日本国憲法第7条
日本国憲法 第7条（にほんこく（にっぽんこく）けんぽう だい7じょう）は、日本国憲法の第1章「天皇」にある条文の一つ。天皇の国事行為について規定する。

## 条文
日本国憲法 - e-Gov法令検索

第七条
天皇は、内閣の助言と承認により、国民のために、左の国事に関する行為を行ふ。
1. 憲法改正、法律、政令及び条約を公布すること。
2. 国会を召集すること。
3. 衆議院を解散すること。
4. 国会議員の総選挙の施行を公示すること。
5. 国務大臣及び法律の定めるその他の官吏の任免並びに全権委任状及び大使及び公使の信任状を認証すること。
6. 大赦、特赦、減刑、刑の執行の免除及び復権を認証すること。
7. 栄典を授与すること。
8. 批准書及び法律の定めるその他の外交文書を認証すること。
9. 外国の大使及び公使を接受すること。
10. 儀式を行ふこと。

## 解説
天皇は日本国の象徴であり日本国民統合の象徴であると規定する日本国憲法第1条に基づいて、天皇は憲法上規定される国事行為のみ行うと規定された（第4条）。その上で、本条は、天皇の国事行為について、その行為を列挙する形で規定するものである。また、第3条の規定に従い、各国事行為を実際に天皇が行う際には、内閣の助言と承認が必要とされた。
外国賓客との会見は憲法に定める国事行為ではなく皇室外交の国際礼譲であり、天皇の意思を反映した公的行為に分類され、その助言役は宮内庁長官である。
田上穣治は「国会の召集、衆議院の解散は高度の政治問題であって、その当否は司法審査に親しまないとあるから、国事に関する規定は明らかに国政に関する権能を含み、憲法第七条と四条が矛盾するが、憲法の条規はいずれも最高法規であるから（九八条）、七条等を四条に比して効力が劣るものとすることはできず、また内閣が衆議院を解散し、天皇はただ解散命令を衆議院に伝達するものと解することは、憲法の明文に反するのみならず、憲法六九条は内閣が解散権を持つことを否定している。さらに解散については助言・承認を与えることから、内閣に衆議院の解散権を認めることも誤りであって、助言・承認は天皇に対する行為であり、解散は衆議院に対する命令であるから、憲法七条は天皇が衆議院の解散を命ずる意味に解しなければならない。憲法四条は憲法に特別の規定がある場合を除き、国政に関する権能を行うことができない意味である」と述べている。
GHQ草案の該当項目を起草したGHQ民政局のネルソンとプールはイギリスのジャーナリストであり憲政史家のウォルター・パジョット『イギリス憲政論』（1867年）を参照しており、パジョットは政治は二つの部分から成るとし、一つは実効的部分であり、内閣その他の国家機関が担い、もう一つの尊厳的部分を君主・王室が担うとした。
日本国憲法の第一章の第6条と第7条に列挙されている天皇の国事行為はパジョットの立憲君主論における「尊厳的部分」であり、天皇が有しない「国政に関する権能」とは政治の「実効的部分」のことである。
元首はかつては「行政権を握っている者」という意味であったが、今日では「対外的な代表者」を呼ぶようになっている。
憲法第七条に列挙された天皇の国事行為の第八号、第九号は「外交文書の認証」「大使、公使の接受」とあるので天皇が我が国の対外的な代表者であり、国家元首であるという解釈が成り立つと言われる。

### 第1号
憲法改正、法律、政令、条約の公布は天皇の名の下に官報において行われるが、公布があったとされるのは、一般国民が官報を閲覧し、または購読し得る場所である東京都官報販売所または印刷局官報課のうちのいずれかに最初に到達したときである。

### 第2号
内閣の決定に基づき、国会の召集を行う。その方法としては、召集詔書の公布（官報掲載）という体裁をとる（国会法1条）。

### 第3号
内閣による衆議院の解散については、内閣不信任案が可決または内閣信任決議案が否決された場合について規定する第69条の場合においても、他の場合でも、本条第3号が憲法上の根拠規定とされる。衆議院議長は本会議において「日本国憲法第7条により衆議院を解散する」という解散詔書を読み上げるのが慣例（ただし最初の解散である第2次吉田内閣を除く）。
国事行為という国政に関する行為の不関与から内閣の助言と承認を大臣助言制と考え、衆議院解散権の主体を天皇として、内閣の助言と承認を通じて自由に解散を行うことができるとする見解もある（大臣助言説）。

### 第4号
本号には「国会議員の総選挙」とあるが、衆議院議員に関する「総選挙」のみならず、参議院議員の（半数改選である）「通常選挙」も含まれる。
衆議院議員の総選挙の公示は、公職選挙法第31条第4項の規定に従い、総選挙の期日の少なくとも12日前になされる。参議院議員の通常選挙の公示は、公職選挙法第32条第3項の規定に従い、通常選挙の期日の少なくとも17日前に公示される。その方法としては、官報への公示に関する詔書の掲載という体裁をとる。
なお、「国会議員の総選挙」について西修は、「GHQの草案では一院制になっていたので『国会議員の総選挙』が存在しており、一院制を前提にした規定が二院制になった際に修正漏れとなったもの」と主張している（文春新書「日本国憲法を考える」）。

### 第5号
内閣総理大臣および最高裁判所長官は、日本国憲法第6条各項により、天皇により任命されるものであるが、それ以外の国務大臣、最高裁判所判事等は、任命権者による任命（又は免官）を経た後に天皇による認証を受ける（任命の官記に認証の意を示す御璽を捺して交付するため、文書上の任命と認証は同時となる）。
本項に基づく認証を受ける官吏のことを認証官と呼び、上記のほかには、副大臣、検事総長、大使・公使などが挙げられる。

### 第6号
いわゆる恩赦の認証について規定する。実質的な恩赦の決定は、内閣によって行われる（第73条第7号）。
恩赦はもともと君主の恩恵と慈愛によりその裁量で有罪の判決を受けた者の罪を解く行為として、国の慶事に際し行われていたものである。過去にはサンフランシスコ講和条約発効（昭和27年（1952))、国連加入（昭和31年（1956))、皇太子成婚（昭和34年（1959))、明治百年祭（昭和43年（1968))、天皇即位（平成2年(1990))に行われた。

### 第7号
栄典とは、栄誉、勲章その他を含むものとし、特権の付与や相続は認められない（第14条第3項）。具体的には、叙位、叙勲、褒章などが含まれる。

### 第8号
批准とは、内閣の署名した条約を審査して、同意を与え、効力を確定する行為をいう。ここでの天皇の権能は、批准書を認証するにとどまる。
法律の定めるその他の外交文書
- 大使及び公使の解任状（外務公務員法第9条）
- 領事の委任状（外務公務員法第9条）

天皇に批准書をはじめとする認証の行為が憲法上認められていることから、天皇を国際法上の元首とみなすことができる。

### 第9号
接受とは、外国の外交官に儀礼的に接見する事実上の行為をいう。
信任状の受理は国際社会における元首間の関係と解されていることから、天皇を元首と解し、その受理は天皇の国事行為として内閣の助言と承認によって行われる。

### 第10号
ここでいう儀式とは、国家的性格を有する儀式のことである。
儀式に参加される場合は「儀式を行うこと」に含まれないと解される。

## 沿革

### 大日本帝国憲法
東京法律研究会 p.6-7

第四條天皇ハ國ノ元首ニシテ統治權ヲ總攬シ此ノ憲法ノ條規ニ依リ之ヲ行フ
第五條天皇ハ帝國議會ノ協贊ヲ以テ立法權ヲ行フ
第六條天皇ハ法律ヲ裁可シ其ノ公布及執行ヲ命ス
第七條天皇ハ帝國議會ヲ召集シ其ノ開會閉會停會及衆議院ノ解散ヲ命ス
第八條
天皇ハ公共ノ安全ヲ保持シ又ハ其ノ災厄ヲ避クル爲緊急ノ必要ニ由リ帝國議會閉會ノ場合ニ於テ法律ニ代ルヘキ勅令ヲ發ス
此ノ勅令ハ次ノ會期ニ於テ帝國議會ニ提出スヘシ若議會ニ於テ承諾セサルトキハ政府ハ將來ニ向テ其ノ効力ヲ失フコトヲ公布スヘシ
第九條天皇ハ法律ヲ執行スル爲ニ又ハ公共ノ安寧秩序ヲ保持シ及臣民ノ幸福ヲ增進スル爲ニ必要ナル命令ヲ發シ又ハ發セシム但シ命令ヲ以テ法律ヲ變更スルコトヲ得ス
第十條天皇ハ行政各部ノ官制及文武官ノ俸給ヲ定メ及文武官ヲ任免ス但シ此ノ憲法又ハ他ノ法律ニ特例ヲ掲ケタルモノハ各々其ノ條項ニ依ル
第十五條天皇ハ爵位勳章及其ノ他ノ榮典ヲ授與ス
第十六條天皇ハ大赦特赦減刑及復權ヲ命ス

### 憲法改正要綱
「憲法改正要綱」、国立国会図書館「日本国憲法の誕生」。

二第七条所定ノ衆議院ノ解散ハ同一事由ニ基ツキ之ヲ命スルコトヲ得サルモノトスルコト
三第八条所定ノ緊急勅令ヲ発スルニハ議院法ノ定ムル所ニ依リ帝国議会常置委員ノ諮詢ヲ経ルヲ要スルモノトスルコト
四第九条中ニ「公共ノ安寧秩序ヲ保持シ及臣民ノ幸福ヲ増進スル為ニ必要ナル命令」トアルヲ「行政ノ目的ヲ達スル為ニ必要ナル命令」ト改ムルコト（要綱十参照）
七第十五条ニ「天皇ハ爵位勲章及其ノ他ノ栄典ヲ授与ス」トアルヲ「天皇ハ栄典ヲ授与ス」ト改ムルコト
三十二天皇ハ帝国議会ノ議決シタル憲法改正ヲ裁可シ其ノ公布及執行ヲ命スル旨ノ規定ヲ設クルコト

### マッカーサー三原則（マッカーサー・ノート）
マッカーサー3原則（「マッカーサーノート」） 1946年2月3日、国立国会図書館「日本国憲法の誕生」。
訳文は、「高柳賢三ほか編著『日本国憲法制定の過程：連合国総司令部側の記録による I』有斐閣、1972年、99頁」を参照。

1.天皇は国家の元首の地位にある。皇位は世襲される。天皇の職務および権能は、憲法に基づき行使され、憲法に表明された国民の基本的意思に応えるものとする。

Emperor is at the head of the state.His succession is dynastic.His duties and powers will be exercised in accordance with the Constitution and responsive to the basic will of the people as provided therein.

### GHQ草案
「GHQ草案」、国立国会図書館「日本国憲法の誕生」。

#### 日本語
第六条
皇帝ハ内閣ノ輔弼及協賛ニ依リテノミ行動シ人民ニ代リテ国家ノ左ノ機能ヲ行フヘシ即国会ノ制定スル一切ノ法律、一切ノ内閣命令、此ノ憲法ノ一切ノ改正並ニ一切ノ条約及国際規約ニ皇璽ヲ欽シテ之ヲ公布ス
1. 国会ヲ召集ス

2. 国会ヲ解散ス

3. 総選挙ヲ命ス

4. 国務大臣、大使及其ノ他国家ノ官吏ニシテ法律ノ規定ニ依リ其ノ任命又ハ嘱託及辞職又ハ免職カ此ノ方法ニテ公証セラルヘキモノノ任命又ハ嘱託及辞職又ハ免職ヲ公証ス

5. 大赦、恩赦、減刑、執行猶予及復権ヲ公証ス

6. 栄誉ヲ授与ス

7. 外国ノ大使及公使ヲ受ク

8. 適当ナル式典ヲ執行ス

#### 英語
Article VI.
Acting only on the advice and with the consent of the Cabinet, the Emperor, on behalf of the people, shall perform the following state functions:
1. Affix his official seal to and proclaim all laws enacted by the Diet, all Cabinet orders, all amendments to this Constitution, and all treaties and international conventions;

2. Convoke sessions of the Diet;

3. Dissolve the Diet;

4. Proclaim general elections;

5. Attest the appointment or commission and resignation or dismissal of Ministers of State, ambassadors and those other state officials whose appointment or commission and resignation or dismissal may by law be attested in this manner;

6. Attest grants of amnesty, pardons, commutation of punishment, reprieves and rehabilitation;

7. Award honors;

8. Receive ambassadors and ministers of foreign States; and

9. Perform appropriate ceremonial functions.

### 憲法改正草案要綱
「憲法改正草案要綱」、国立国会図書館「日本国憲法の誕生」。

第七
天皇ハ内閣ノ輔弼賛同ニ依リ国民ノ為ニ左ノ国務ヲ行フコト
1. 憲法改正、法律、政令及条約ノ公布

2. 国会ノ召集

3. 衆議院ノ解散

4. 衆議院議員総選挙ヲ行フベキ旨ノ宣布

5. 国務大臣、大使及法律ノ定ムル其ノ他ノ官吏ノ任免ノ認証

6. 大赦、特赦、減刑、刑ノ執行ノ停止及復権ノ認証

7. 栄典ノ授与

8. 外国ノ大使及公使ノ接受

9. 式典ノ挙行

### 憲法改正草案
「憲法改正草案」、国立国会図書館「日本国憲法の誕生」。

第七条
天皇は、内閣の補佐と同意により、国民のために、左の国務を行ふ。
1. 憲法改正、法律、政令及び条約を公布すること。

2. 国会を召集すること。

3. 衆議院を解散すること。

4. 国会議員の総選挙の施行を公示すること。

5. 国務大臣及び法律の定めるその他の官吏の任免並びに全権委任状及び大使及び公使の信任状を認証すること。

6. 大赦、特赦、減刑、刑の執行の免除及び復権を認証すること。

7. 栄典を授与すること。

8. 批准書及び法律の定めるその他の外交文書を認証すること。

9. 外国の大使及び公使を接受すること。

10. 儀式を行ふこと。

### 帝国憲法改正案
「帝国憲法改正案」、国立国会図書館「日本国憲法の誕生」。

第七条
天皇は、内閣の助言と承認により、国民のために、左の国務を行ふ。
1. 憲法改正、法律、政令及び条約を公布すること。

2. 国会を召集すること。

3. 衆議院を解散すること。

4. 国会議員の総選挙の施行を公示すること。

5. 国務大臣及び法律の定めるその他の官吏の任免並びに全権委任状及び大使及び公使の信任状を認証すること。

6. 大赦、特赦、減刑、刑の執行の免除及び復権を認証すること。

7. 栄典を授与すること。

8. 批准書及び法律の定めるその他の外交文書を認証すること。

9. 外国の大使及び公使を接受すること。

10. 儀式を行ふこと。

## 関連条文
- 大日本帝国憲法第7条
- 大日本帝国憲法第15条
- 大日本帝国憲法第16条
- 公式令
- 皇室の儀式

## 憲法改正案審議時の第7条に関する議論
- 本条に用いられている「認証」という言葉について、帝国憲法改正案特別委員会で、「裁可」と改めるべきとの意見があった。これに対して政府は両用語に差異（ある行為の最終的な有効条件であるか否か。「裁可」は行為の方向を実質的に決定することであるのに対し「認証」は行為の存在を確認するに留まる）があり、天皇に政治上の責任を帰する余地を残さないために「認証」が適当とした[15]。

## 判例
- 苫米地事件(最高裁判例 昭和35年06月08日）憲法76条、憲法81条、憲法69条

## 第7条第4号に関する議論
上述のように西修 (法学者)によって修正漏れまたは誤植（誤字）が指摘されており、これを修正するよう改憲意見を主張する人がいる。
- 倉山満（憲政史家）
  - 自身のブログ『大学では絶対に教えられない歴史講義』において憲法改正反対派に対する問いかけとして採り上げている[16]。
  - 憲法制定時の識者たちが、誤植を理由に憲法改正を考えていたか、単純に、これほどまで長く日本国憲法が維持されるとは考えていなかったのではないかという推測を述べている[17]。
- アントニオ猪木（参議院議員）
  - 所属する日本維新の会が分裂した事に対するインタビューに答える形で第7条第4号の改憲について触れている[18]。